# Маргарита I Данська
Маргарита (Маргрете) I Да́нська (дан. Margrete 1; 1353 — 1412) — королева Норвегії від 1388 до 1412 року, Данії від 1377 до 1412 року, Швеції від 1389 до 1412 року. Походила з династії Естрідсенів.

## Життєпис

### Королева Данії та Норвегії
Народилася у замку Вордінборг у родині Вальдемара IV, короля Данії, та Гельвіги Шлезвізької. Про молоді роки Маргрете залишилося мало відомостей. Більше інформації існує про її державну діяльність.
1375 року після смерті батька Маргрете здужала захистити своє право на трон Данії від зазіхань чоловіка її сестри Генріха Мекленбурзького. У цьому їй допоміг її чоловік — Гокон Магнуссон, король Норвегії. Після цього Маргарита домоглася від станів Данії обрання її сина — Олафа спадкоємцем данського трону.
Фактично керувала державою Маргрете, яка проявила себе як здібний політичний адміністратор, здужавши об'єднати навколо себе панство, церкву та міщан. Після смерті свого чоловіка 1380 року Маргрете домоглася обрання королем Норвегії свого сина Олафа. Проте і в цій країні влада фактично належала Маргрете. Таким чином, під її орудою було вже два королівства — Данія й Норвегія. Разом з тим через свого сина вона набула права на шведську корону.
Маргрете провадила внутрішню політику в Норвегії на зразок того, що вона запроваджувала в Данії. Завдяки цьому внутрішня ситуація в цій країні стабілізувалася, і після багатьох років внутрішніх і зовнішніх збурень прийшов мир. Усе це сприяло піднесенню авторитету королівської влади, зокрема самої Маргрете.
Водночас вона спрямувала зусилля на здобуття спадку своєї матері — герцогства Шлезвіг. Маргрете вдалося політичними й військовими заходами здобути перемогу над графами Гольштейну, які також заявляли свої права на Шлезвіг.

### Кальмарська унія
1388 року почалися збурення шведської аристократії проти короля Альбрехта. У березні того самого року в замку Далаборг відбулися збори шведського дворянства, під час яких Маргрете проголошено правителькою Швеції. Опісля Данія та Норвегія почали військові дії проти Альбрехта Мекленбурзького. 24 лютого 1389 року під Осло відбулася вирішальна битва між супротивниками. У підсумку перемогу здобула Маргрете Данська. Альбрехт потрапив у полон, з якого був звільнений 1395 року. Альбрехт зрікся шведської корони на користь Маргрете й пообіцяв сплатити викуп у розмірі 60 000 марок протягом трьох років.
Маргрете почала рано замислюватися про спадкоємця престолу. Це було викликано смертю 1387 року її сина Олафа. Свою увагу правителька звернула на родича з династії Грифінів — Богуслава Померанського. 1389 року вона викликала його в Норвегію, де на вимогу Маргрете I Богуслав змінив ім'я на Ерік. Після остаточного зречення Альбрехта Мекленбурзького Маргрете зробила Еріка Померанського королем Данії та Швеції 1396 року.
Для зміцнення влади своєї родини у всіх трьох країнах і остаточного об'єднання Норвегії, Данії та Швеції в єдину країну Маргрете I організувала в Кальмарі 17 липня 1397 року коронацію Еріка трьома коронами одночасно. Попри це фактичним керівником усіх держав продовжувала залишатися сама Маргрете.
У своїй політиці Маргрете керувалася метою остаточного знищення будь-яких спроб Норвегії та Швеції здобути незалежність від Данії. У часах її панування авторитет монархії значно виріс, водночас престиж та вага державних рад усіх трьох країн упали: вони фактично нічого не вирішували. Маргрете I правила досить спокійно, не стикаючись з якимсь опором з боку аристократії або інших станів Данії, Норвегії та Швеції. Це обумовлено також особистими якостями королеви, яка мала сильну волю і вміла долати труднощі, тому під час її правління не було відчутних збурень.
Маргрете у всіх країнах запровадила закон про «редукцію» або «відновлення». Завдяки цьому до корони повернулося багато маєтків. Земельний фонд монархії значно розширився.
Разом з тим Маргрете I продовжувала політику на зміцнення своїх позицій у Балтиці. 1408 року вона викупила острів готланд в Альбрехта Мекленбурзького. Водночас Маргрете налагоджувала стосунки з Англією та німецькими князівствами. У 1402—1406 роках встановилися дружні стосунки з династією Ланкастерів, що очолювала Англійське королівство, родиною Вітельсбахів, Гольштейном.
Померла Маргрете I на борту корабля, який прямував до Фленсбурга, 28 жовтня 1412 року. Її поховано в соборі міста Роскілле, одішньої столиці Данії.

## Родина
Чоловік — Гокон VII, король Норвегії (1340—1380).
Діти:
- Олаф (1370—1387)